# Mauro Graziani
| 175629 Lambertini | 19 settembre 2007 |
| 243458 Bubulina   | 31 agosto 2009    |

Mauro Graziani (...) è un astronomo amatoriale italiano.
Il Minor Planet Center gli accredita la scoperta di due asteroidi, effettuate tra il 2007 e il 2009, entrambe in collaborazione con Fabrizio Tozzi.